# Cheumatopsyche aphanta
Cheumatopsyche aphanta là một loài Trichoptera trong họ Hydropsychidae. Chúng phân bố ở miền Tân bắc.